# Острожно-при-Поникві
Острожно-при-Поникві (словен. Ostrožno pri Ponikvi) — поселення в общині Шентюр, Савинський регіон, Словенія. 
Висота над рівнем моря: 333 м.